# 다치아라이촌
다치아라이촌(大刀洗村)은 일본 후쿠오카현 미이군에 설치되었던 촌이다. 현재의 다치아라이정의 일부에 해당한다.